# Vorsitzender des Ministerrats von Bosnien und Herzegowina
Der Vorsitzende des Ministerrats von Bosnien und Herzegowina (Predsjedavajući Vijeća ministara) ist der Regierungschef des Staates Bosnien und Herzegowina. Er wird von den drei Mitgliedern des Staatspräsidiums ernannt und muss vom Abgeordnetenhaus bestätigt werden. 
Der Vorsitzende ernennt formal die ihm vorgegebenen Minister (den Ministerrat von Bosnien und Herzegowina; bosnisch/kroatisch: Vijeće ministara Bosne i Hercegovine, serbisch: Савјет министара Босне и Херцеговине), also das Kabinett (bosnisch: Vlada Bosne i Hercegovine, serbisch: Влада Босне и Херцеговине).
Zwischen 1997 und 2000 teilten sich zwei Personen das Amt. Laut der damals geltenden Geschäftsordnung wechselten sich die „zwei Ko-Vorsitzenden im Amt des Vorsitzenden“ ab. Ziel war es, die zwei Stellen der Ko-Vorsitzenden und die Stelle des stellvertretenden Vorsitzenden zwischen drei konstitutiven Völkern zu verteilen. Das Verfassungsgericht entschied später, dass diese Regelung mit der Verfassung von BiH nicht vereinbar sei.

## Co-Vorsitzende des Ministerrats 1997 bis 2000
| Name                | Beginn der Amtszeit | Ende der Amtszeit | Volksgruppe | Partei |
| ------------------- | ------------------- | ----------------- | ----------- | ------ |
| Haris Silajdžić     | 3. Januar 1997      | 6. Juni 2000      | Bosniake    | SBiH   |
| Boro Bosić          | 3. Januar 1997      | 3. Februar 1999   | Serbe       | SDS    |
| Svetozar Mihajlović | 3. Februar 1999     | 6. Juni 2000      | Serbe       | SP     |

## Liste der Vorsitzenden des Ministerrats ab 2000
| Name              | Beginn der Amtszeit | Ende der Amtszeit | Volksgruppe | Partei | Kabinett            |
| ----------------- | ------------------- | ----------------- | ----------- | ------ | ------------------- |
| Spasoje Tuševljak | 6. Juni 2000        | 18. Oktober 2000  | Serbe       | SDS    | Kabinett Tuševljak  |
| Martin Raguž      | 18. Oktober 2000    | 22. Februar 2001  | Kroate      | HDZ    | Kabinett Raguž      |
| Božidar Matić     | 22. Februar 2001    | 18. Juli 2001     | Kroate      | SDP    | Kabinett Matić      |
| Zlatko Lagumdžija | 18. Juli 2001       | 15. März 2002     | Bosniake    | SDP    | Kabinett Lagumdžija |
| Dragan Mikerević  | 15. März 2002       | 23. Dezember 2003 | Serbe       | PDP    | Kabinett Mikerević  |
| Adnan Terzić      | 23. Dezember 2003   | 11. Januar 2007   | Bosniake    | SDA    | Kabinett Terzić     |
| Nikola Špirić     | 11. Januar 2007     | 30. Dezember 2011 | Serbe       | SNSD   | Kabinett Špirić     |
| Vjekoslav Bevanda | 12. Januar 2012     | 31. März 2015     | Kroate      | HDZ    | Kabinett Bevanda    |
| Denis Zvizdić     | 31. März 2015       | 23. Dezember 2019 | Bosniake    | SDA    | Kabinett Zvizdić    |
| Zoran Tegeltija   | 23. Dezember 2019   | 25. Januar 2023   | Serbe       | SNSD   | Kabinett Tegeltija  |
| Borjana Krišto    | 25. Januar 2023     | amtierend         | Kroatin     | HDZ    | Kabinett Krišto     |